# Gonomyia abbreviata
Gonomyia abbreviata là một loài ruồi trong họ Limoniidae. Chúng phân bố ở miền Cổ bắc.